# Tragopogon maturatus
Tragopogon maturatus là một loài thực vật có hoa trong họ Cúc. Loài này được Boriss. miêu tả khoa học đầu tiên năm 1960.